# Rhachoepalpus beatus
Rhachoepalpus beatus är en tvåvingeart som beskrevs av Charles Howard Curran 1947. Rhachoepalpus beatus ingår i släktet Rhachoepalpus och familjen parasitflugor.
Artens utbredningsområde är Ecuador. Inga underarter finns listade i Catalogue of Life.